# Ацетилтрансфераза
Ацетилтрансфераза (подкласс КФ 2.3) — фермент, тип трансферазы и разновидность ацилтрансферазы, переносящей ацетильную группу на молекулу субстрата. 
Примеры ацилтрансфераз:
- Гистон-ацетилтрансфераза переносит ацетильную группу на остаток лизина молекулы белка-гистона, необходимый этап в активации транскрипции ДНК.
- Арилалкиламин-N-ацетилтрансфераза переносит ацетильную группу на серотонин в промежуточной реакции синтеза мелатонина, является регулятором циркадных ритмов.

## См.также
- Ацилтрансфераза